# Dreisbach (Siegen)
Die Dreisbach ist ein Gebiet des Siegener Stadtteils Niederschelden im Kreis Siegen-Wittgenstein in Nordrhein-Westfalen. Der Name ist auf die Grube Alte Dreisbach zurückzuführen, die in diesem Gebiet lag und bis 1928 in Betrieb war. Ab 1936 wurde das Gebiet als Wohngebiet erschlossen.

## Geographie
Die Dreisbach liegt im Süden der Stadt Siegen. Im Norden grenzt der Ort Achenbach, im Westen der Kern des Ortes Niederschelden und im Süden der Ort Eiserfeld an. Das Gebiet liegt zwischen dem Rothenberg mit 413 m im Westen/Südwesten und dem bebauten Heidenberg mit 315 m Höhe im Nordosten. Dort fließt der Achenbach vorbei.

## Einrichtungen
Es gibt innerhalb des Gebietes eine ehemalige Grundschule (Dreisbachschule), die seit 1957 bestand und jetzt einen Kindergarten der AWO beherbergt. Die evangelische Kirchengemeinde Niederschelden umfasst den Pfarrbezirk 3 und beinhaltet das Gemeindezentrum Neue Dreisbach.